# القرن 39 ق م
القرن التاسع والثلاثون قبل الميلاد أو القرن 39 ق.م هو القرن  ما بين المدة الزمنية ل 3900 ق.م إلى 3801 ق.م حسب السنة الأرضية.

## بعض الأحداث من القرن 39 ق م
بداية ظهور إنشاء المسارات الراجلة بما يصطلح عليه "Sweet Track" بالأنجليزية، بما يعني "الممر أو المسار الحلو"، حسب التسمية التي أطلقها مكتشفه،) في منطقة مقاطعة سومرست (إنجلترا)، وهي ممرات ضيقة راجلة تصنع من الخشب.
وقد بدأت بالظهور في سنة 3807 أو 3806 قبل الميلاد. وتعتبر واحدة من أقدم الطرق المعروفة التي بنيت من الخشب وقد اكتشفت في شمال أوروبا بشكل عام و منطقة مقاطعة سومرست (إنجلترا) خصوصا.